# Onjuku
Onjuku (御宿町, Onjuku-machi) est un bourg du district d'Isumi, dans la préfecture de Chiba au Japon.

## Géographie

### Démographie
Au 1er décembre 2013, la population d'Onjuku s'élevait à 7 626 habitants répartis sur une superficie de 24,92 km2.